# Pristimantis koehleri
Espèce
Pristimantis koehleri est une espèce d'amphibiens de la famille des Craugastoridae.

## Répartition
Cette espèce est endémique du département de Santa Cruz en Bolivie.

## Description
Les mâles mesurent de 23,8 à 29,4 mm et les femelles de 34,0 à 39,5 mm

## Étymologie
Cette espèce est nommée en l'honneur de Jörn Köhler.

## Publication originale
- Padial & De la Riva, 2009 : Integrative taxonomy reveals cryptic Amazonian species of Pristimantis (Anura: Strabomantidae). Zoological Journal of the Linnean Society, vol. 155, no 1, p. 97-122 (texte intégral).